# 서유기 (2006년 드라마)
《서유기》(일본어: 西遊記 사이유키[*])는 후지 TV의 텔레비전 드라마이다. 월요일 밤 9시 드라마(게츠쿠)로 2006년 1월 9일부터 3월 20일까지 방송되었다.

## 작품 개요
연속 드라마로는 사카이 마사아키 주연의 《서유기》,《서유기 II》(1978년~1980년), 가라사와 도시아키 주연의 《신 서유기》(1994년)에 이어 3번째로 드라마화된 작품으로, 1993년 모토키 마사히로주연의 단편 드라마까지 포함하면 일본에서는 총 4번째 드라마화이다. 1화 완결 형식으로, 전 11화.
방송 종료후에는 스페셜 편의 《봄 방학 돌입 스페셜! 서유기 웃키 축제! 손오공도 사오정도 저팔계도 삼장법사도! 모두 함께 GO! WEST》가 방송되었다.
중국의 고전 소설 《서유기》를 모티브로 하고 있지만, 원작과는 대담하게 내용이 개편되어, 등장 인물의 설정이 변경된 캐릭터와 오리지널 캐릭터 등 과 함께, 오히려 전혀 다른 신 서유기라고 봐도 무방하다.
2007년에는 드라마의 극장판이 개봉되었다. 영화에 대해서는 서유기 (영화)를 참조하십시오.

## 등장인물

### 주요 인물
- 손오공 - 카토리 싱고
- 사오정 - 우치무라 데루요시
- 저팔계 - 이토 아쓰시
- 삼장법사 - 후카쓰 에리
- 링링 - 미즈카와 아사미
- 노자 - 오쿠라 고지

### 게스트 출연
1화
- 교카 - 카호
- 겐요쿠대왕 - 키무라 타쿠야

2화
- 요센대왕 - 오이카와 미쓰히로
- 슌레이 - 사카이 와카나

6화
- 슈슈 - 나리미야 히로키
- 메이란 - 샤쿠 유미코

9화
- 곤세이 마왕 - 마쓰시게 유타카

## 제작진
- 각본: 사카모토 유지
- 음악: 타케베 사토시
- 이야기: 나가이 이치로
- 프로듀서: 스즈키 요시히로, 사와다 켄사쿠
- 협력 프로듀서: 키쿠치 히로유키
- 연출: 나리타 아키라, 사와다 켄사쿠, 카토 히로마사
- 제작: 후지 TV 드라마 제작 센터
- 제작 저작권: 후지 TV

## 음악

### 주제가
- MONKEY MAJIK 〈Around The World〉
- 타카스기 사토미 〈나그네(일본어: 旅人)〉

### 삽입곡
- MONKEY MAJIK 〈고다이고(일본어: ゴダイゴ)〉(최종회)

## 방송일 및 부제, 시청률
| 각화                                                         | 방송일          | 부제                                                                                            | 시청률 |
| ------------------------------------------------------------ | --------------- | ----------------------------------------------------------------------------------------------- | ------ |
| 제1화                                                        | 2006년 1월 9일  | 천축에! 손오공과 동료들의 여행이 시작된다!·불의 나라                                            | 29.2%  |
| 제2화                                                        | 2006년 1월 16일 | 미인 자매와 돼지의 사랑! 온천의 나라                                                            | 24.8%  |
| 제3회                                                        | 2006년 1월 23일 | 재회, 엄마! 꿈을 이룬 사원·꿈의 나라                                                            | 23.8%  |
| 제4회                                                        | 2006년 1월 30일 | 격신! 모래 나라의 팔씨름 대회·모래의 국가                                                       | 22.5%  |
| 제5회                                                        | 2006년 2월 6일  | 오공이 아빠된다!·어린이 나라                                                                    | 22.1%  |
| 제6회                                                        | 2006년 2월 13일 | 무용담! 새로운 동료·숲의 나라                                                                   | 20.6%  |
| 제7회                                                        | 2006년 2월 20일 | 숙녀가 된 오공!·유령의 나라                                                                     | 21.2%  |
| 제8회                                                        | 2006년 2월 27일 | 타임 슬립! 과거에 여행·시의 나라                                                                | 20.9%  |
| 제9회                                                        | 2006년 3월 6일  | 최강 요괴의 함정·꽃의 나라                                                                      | 20.7%  |
| 제10회                                                       | 2006년 3월 13일 | 요괴의 나라 링링의 놀라운 정체!·멸법 나라                                                       | 20.5%  |
| 최종회                                                       | 2006년 3월 20일 | 천축! 사랑과 용기와 감동의 최종회! 미래·천축                                                    | 24.7%  |
| 평균 시청률: 23.2% (시청률은 간토 지방·비디오 리서치사 조사) |                 |                                                                                                 |        |
| 스페셜                                                       | 2006년 3월 27일 | 봄 방학 돌입 스페셜!서유기 웃키 축제! 손오공도 사오정도 저팔계도 삼장법사도! 모두 함께 GO! WEST | 20.2%  |

## CD
- 서유기 오리지널 사운드 트랙

## 도서
- 서유기 드라마 노벨 라이즈

## DVD
- DVD-BOX 7 장(본편 6장 + 특전 디스크)

출시일: 2006년 12월 15일